# 바마코
바마코(Bamako)는 말리의 수도이다. 니제르강과 말리의 남서쪽에 위치한다. 바마코는 행정 중심이자 가까이에 쿨리코로 항구가 위치해있으며 주요한 지역의 무역 중심이다. 이름 바마코는 "악어 강"을 뜻하는 밤바라어 단어로부터 비롯되었다.

## 역사
바마코는 구석기 시대 이래로 계속해서 사람이 거주해 왔다. 도시는 시장이 서는 중요한 마을이었다. 1883년 프랑스 군대에 의해 점령당했으며, 1908년 바마코는 프랑스령 수단의 수도가 되었다.

## 인구
| 연도    | 인구      | ±% p.a. |
| ------- | --------- | ------- |
| 1976    | 419,239   | —       |
| 1987    | 658,275   | +4.19%  |
| 1998    | 1,016,167 | +4.03%  |
| 2009    | 1,810,366 | +5.39%  |
| 2024    | 4,800,000 | +6.72%  |
| source: |           |         |

인구는 이촌향도 현상으로 인해 폭증하고 있으며, 지난 15년 간 2.7배나 늘었다.

## 기후
| 바마코의 기후                                                                                             | 바마코의 기후 | 바마코의 기후 | 바마코의 기후 | 바마코의 기후 | 바마코의 기후 | 바마코의 기후 | 바마코의 기후 | 바마코의 기후 | 바마코의 기후 | 바마코의 기후 | 바마코의 기후 | 바마코의 기후 | 바마코의 기후 |
| 월 | 1월           | 2월           | 3월           | 4월           | 5월           | 6월           | 7월           | 8월           | 9월           | 10월          | 11월          | 12월          | 연간          |
| --- | ------------- | ------------- | ------------- | ------------- | ------------- | ------------- | ------------- | ------------- | ------------- | ------------- | ------------- | ------------- | ------------- |
| 역대 최고 기온 °C (°F)                                                                                    | 39.0 (102.2)  | 42.8 (109.0)  | 43.9 (111.0)  | 46.0 (114.8)  | 45.0 (113.0)  | 42.6 (108.7)  | 42.4 (108.3)  | 37.8 (100.0)  | 38.4 (101.1)  | 38.9 (102.0)  | 42.0 (107.6)  | 40.0 (104.0)  | 46.0 (114.8)  |
| 일평균 최고 기온 °C (°F)                                                                                  | 32.6 (90.7)   | 35.7 (96.3)   | 38.3 (100.9)  | 39.5 (103.1)  | 37.9 (100.2)  | 34.8 (94.6)   | 31.6 (88.9)   | 30.6 (87.1)   | 31.9 (89.4)   | 34.5 (94.1)   | 35.4 (95.7)   | 33.3 (91.9)   | 34.7 (94.4)   |
| 일일 평균 기온 °C (°F)                                                                                    | 24.9 (76.8)   | 27.9 (82.2)   | 30.6 (87.1)   | 32.3 (90.1)   | 31.6 (88.9)   | 29.1 (84.4)   | 26.8 (80.2)   | 26.1 (79.0)   | 26.7 (80.1)   | 27.8 (82.0)   | 26.7 (80.1)   | 25.1 (77.2)   | 28.0 (82.3)   |
| 일평균 최저 기온 °C (°F)                                                                                  | 17.2 (63.0)   | 20.1 (68.2)   | 22.9 (73.2)   | 25.1 (77.2)   | 25.2 (77.4)   | 23.3 (73.9)   | 22.0 (71.6)   | 21.7 (71.1)   | 21.5 (70.7)   | 21.1 (70.0)   | 17.9 (64.2)   | 16.8 (62.2)   | 21.2 (70.2)   |
| 역대 최저 기온 °C (°F)                                                                                    | 8.7 (47.7)    | 9.0 (48.2)    | 12.0 (53.6)   | 15.8 (60.4)   | 17.8 (64.0)   | 16.1 (61.0)   | 17.5 (63.5)   | 17.2 (63.0)   | 18.0 (64.4)   | 13.0 (55.4)   | 9.5 (49.1)    | 6.1 (43.0)    | 6.1 (43.0)    |
| 평균 강수량 mm (인치)                                                                                     | 2.1 (0.08)    | 0.8 (0.03)    | 3.7 (0.15)    | 17.7 (0.70)   | 70.9 (2.79)   | 129.9 (5.11)  | 227.4 (8.95)  | 263.8 (10.39) | 175.7 (6.92)  | 52.6 (2.07)   | 2.2 (0.09)    | 0.0 (0.0)     | 946.8 (37.28) |
| 평균 강수일수 (≥ 1.0 mm)                                                                                  | 0.2           | 0.1           | 0.4           | 2.2           | 5.8           | 9.6           | 14.1          | 16.3          | 12.5          | 5.4           | 0.3           | 0             | 66.9          |
| 평균 상대 습도 (%)                                                                                        | 24            | 20            | 22            | 33            | 50            | 67            | 77            | 81            | 78            | 65            | 38            | 27            | 49            |
| 평균 월간 일조시간                                                                                        | 277.4         | 253.0         | 268.1         | 230.4         | 242.6         | 233.6         | 216.6         | 218.3         | 221.7         | 253.7         | 270.7         | 268.6         | 2,954.7       |
| 출처 1: 미국 해양대기청 (평년값: 1991년~2020년, 극값: 1949년~현재, 일조시간: 1961년~1990년), 세계기상기구 |               |               |               |               |               |               |               |               |               |               |               |               |               |
| 출처 2: 독일 기상청 (상대습도: 1961년~1990년), Extreme Temperature Around The World                       |               |               |               |               |               |               |               |               |               |               |               |               |               |

## 도시의 구획
바마코는 니제르강 범람원에 위치한다. 바마코는 휴화산의 흔적으로 보이는 단층이 있는 바로 옆 북쪽을 제외하고, 상대적으로 평평하다. 대통령 궁과 주요 병원이 여기에 위치한다.
처음부터, 도시는 니제르 강의 북쪽에 개발되었지만, 성장함에 따라, 북쪽과 남쪽을 연결하는 다리들이 개발되었다. 이것들의 첫 번째가 마터 다리와 파하드 왕 다리였다. 추가적으로, 동쪽의 소투바와 미사부구 근처 사이에 식민시대부터 물려받은 계절별 수상 가교가 있다. 소투바 수상 가교는 7월에서 1월까지 물 밑에 있다.
바마코의 전통적인 상업 중심은 Avenue du Fleuve, Rue Baba Diarra, Boulevard du Peuple에 의해 경계가 되는 삼각형안에 포함된 니제르 강의 북쪽이다. 이 지역은 Marché Rose 와 Street Market을 포함한다. 그 상업지구는 매우 혼잡하며 오염되었으며 값비싸다. 도시화가 반경 30km 안에서 빠른속도로 불규칙하게 퍼져나가는 중이다. 가장 큰 도시화된 지역은 현재 니제르 강의 남쪽 둑에 위치한다. 오래된 공항 활주로와 유도로인 잘 디자인된 지리학적 구획을 이용한 새로운 중심적인 사업지구가 ACI-2000 지구 안의 서쪽에서 빠르게 발전중이다. 커다란 행정 도시가 ACI-2000과 파드 왕 다리 사이 접합 부분에서 발전 중이다.
언급할 만한 바마코의 육표는 말리 국립 도서관, BCEAO 타워, 바마코 그랜드 모스크, 바마코 성당과 파드 왕 다리이다. 말리에서 가장 큰 국제 공항인 세노우 국제 공항이 있다. 말리 국립 박물관, 무소 쿤다 박물관, 바마코 지역 박물관과 바마코 동물원이 있다. 바마코는 1994년부터 1년에 2번 사진 축제를 주최하고 있다.
1988년 바마코는 사하라 사막 이남의 아프리카 보건 정책을 다시 만드는 데 도움을 줬던 WHO 회의가 열렸던 장소이다.

## 자매결연 도시
- 프랑스 앙제
- 부르키나파소 보보디울라소
- 세네갈 다카르
- 독일 라이프치히
- 미국 뉴욕주 로체스터
- 브라질 상파울루
- 인도네시아 신야르